# Katagami (Akita)
Katagami (jap. 潟上市 Katagami-shi) ist eine Stadt in der Präfektur Akita auf Honshū, der Hauptinsel von Japan. 

## Geographie
Katagami liegt nördlich von Akita am Japanischen Meer.

## Geschichte
Die Stadt Kagagami wurde am 22. März 2005 aus dem Zusammenschluss der Gemeinden Tennō (天王町, -machi), Iitagawa (飯田川町, -machi) und Shōwa (昭和町, -machi) im Landkreis Minami-Akita gegründet.

## Verkehr
- Zug:
  - JR Ōu-Hauptlinie
  - JR Oga-Linie
- Straße:
  - Akita-Autobahn
  - Nationalstraße 7: nach Aomori und Niigata
  - Nationalstraße 101
- Raststätten:
  - Showa; an der Route 7 ("Blume Messe Akita")
  - Tenno; an der Route 101 ("Greenland")

## Söhne und Töchter der Stadt
- Kazushi Sakuraba, Wrestler

## Angrenzende Städte und Gemeinden

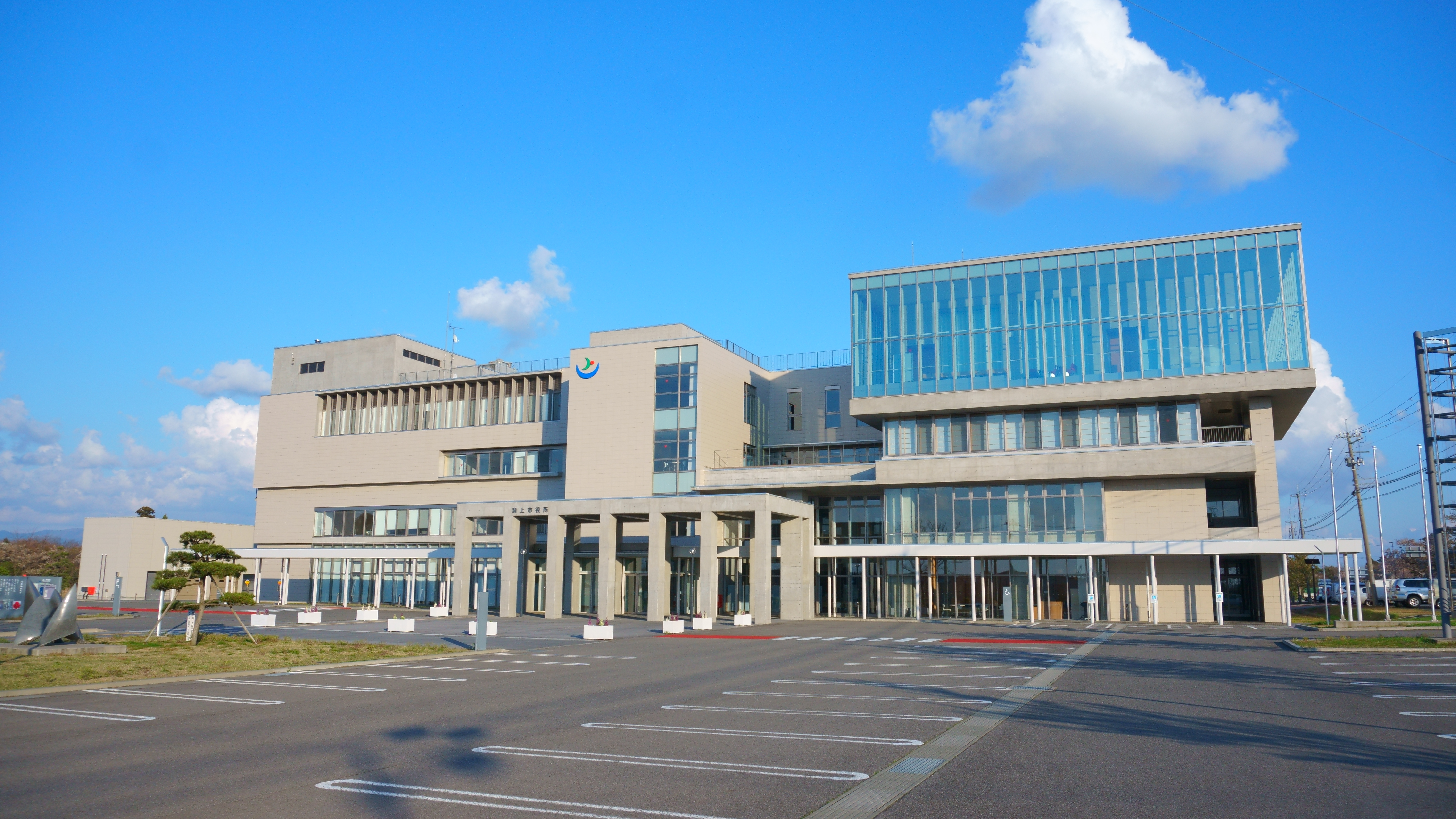
Rathaus

- Akita
- Ikawa
- Oga